# David Beucher
David Beucher (ur. 25 kwietnia 1985 w Pithiviers, Francja) – francusko-polski śpiewak, tenor, kompozytor.

## Życiorys
David Beucher debiutował na deskach Teatru Wielkiego – Opery Narodowej w Warszawie w operze Rigoletto Giuseppe Verdiego, następnie wystąpił w operach takich jak Traviata, Madame Butterfly oraz Carmen. Jest laureatem wielu międzynarodowych konkursów wokalnych oraz solistą Festiwalu d’Aix-en-Provence. W 2018 roku wziął udział w oratorium Johanna Adolfa Hassego I pellegrini al sepolcro di nostro Signore transmitowanym przez Radio BBC.
Jest w związku z polską sopranistką Magdaleną Krysztoforską-Beucher. Para pobrała się w 2016 roku w Warszawie.
Magda & David wystąpili w szwajcarskiej telewizji RTS w 2018 roku z okazji 20-lecia Programu Les coups de coeur d’Alain Morisod u boku artystów takich jak James Blunt, Bastian Baker czy Dany Brillant.
Magda & David zostali bohaterami filmu dokumentalnego Opéra Sauvage (zrealizowanego w Kanadzie w czerwcu 2019 roku dla szwajcarskiej telewizji), którego premiera odbyła się w styczniu 2020 roku w Lozannie.

## Nagrody
- II Międzynarodowy Konkurs Wokalny „Daina miestui” w Kownie (nagroda specjalna – 2007),
- X Ogólnopolski Konkurs im. Franciszki Platówny we Wrocławiu (1 nagroda – 2008),
- Międzynarodowy Konkurs Wokalny  „21 Century Art” w Kijowie (1 nagroda – 2009),
- V Międzynarodowy Konkurs Wokalny „Beatričė” w Wilnie (Grand Prix – 2011)[5],
- Międzynarodowy Konkurs Wokalny Hariclea Darclée w Brăili (nagroda specjalna – 2012),
- I Międzynarodowy Konkurs Wokalny im. Andrzeja Hiolskiego w Kudowie-Zdroju (1 nagroda – 2012)[6],
- VI Międzynarodowy Konkurs Wokalny im. Haliny Halskiej-Fijałkowskiej we Wrocławiu (wyróżnienie – 2013)[7].
- XV Międzynarodowy Konkurs Sztuki Wokalnej im. Ady Sari w Nowym Sączu (wyróżnienie – 2013),
- 17. Wielki Turniej Tenorów w Szczecinie (Grand Prix – 2015)[8].

## Filmografia
| Rok  | Tytuł           | Rola     | Uwagi     |
| ---- | --------------- | -------- | --------- |
| 2020 | Święty          | Pierre   | odc. 218  |
| 2024 | Pierwsza Miłość | Francois | odc. 3754 |

## Utwory
Z okazji Fête des Vignerons w 2019 roku Magda & David wydali płytę Plaisirs d’Opéra zawierającą tradycyjną szwajcarską pieśń Lyoba – Le Ranz des Vaches, zaaranżowaną przez Magdę i Davida na orkiestrę symfoniczną i chór. Utwór został nagrany z towarzyszeniem Orkiestry Polskiego Radia w Warszawie. Wstęp do utworu wykonał David na rogu alpejskim.

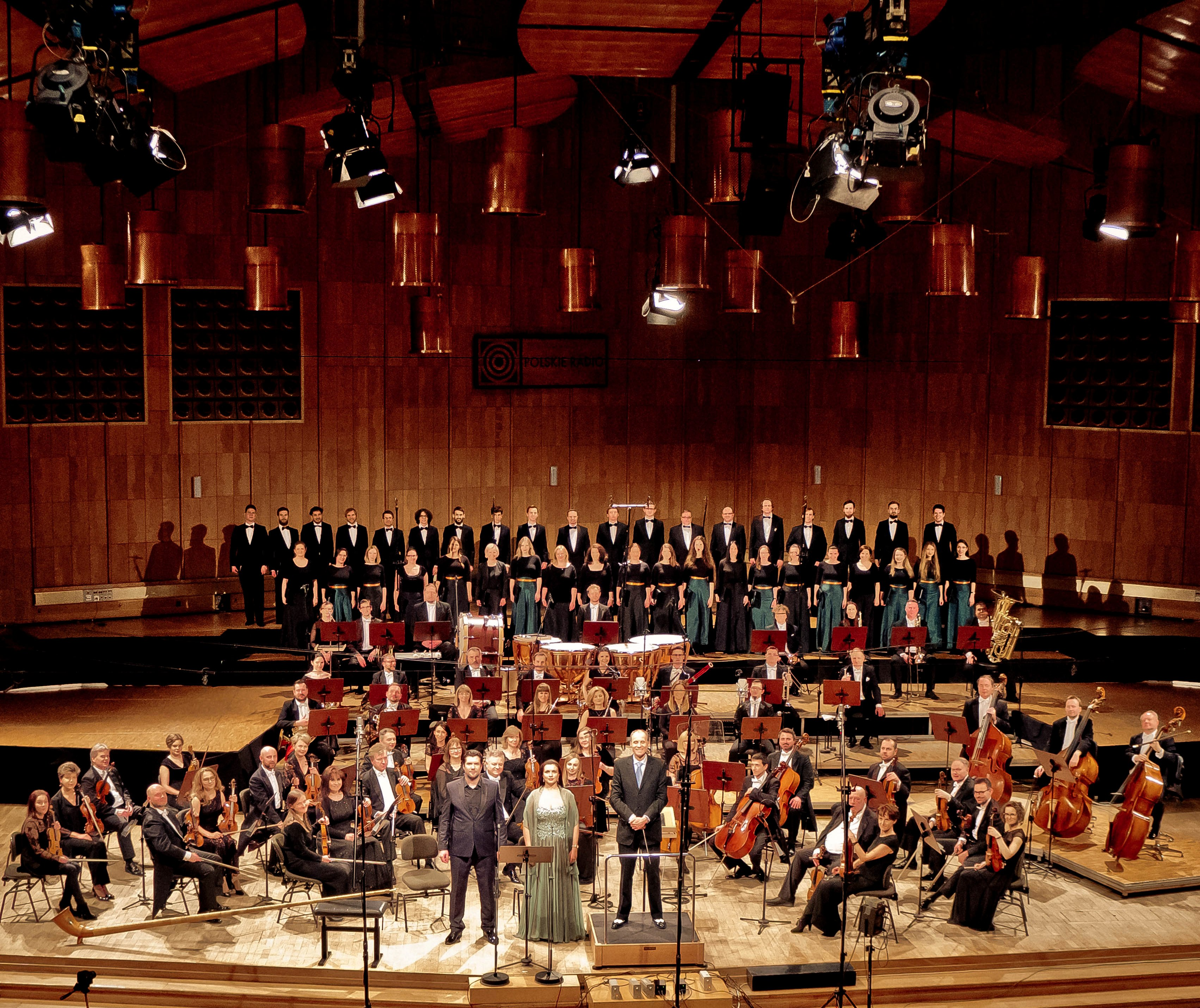
Album Plaisirs d’Opéra promowany był między innymi w szwajcarskiej telewizji Léman bleu w programie Pascal’a Décaillet.